# Gomes Cardim
Pedro Augusto Gomes Cardim (Porto Alegre, 16 de setembro de 1865 — Rio de Janeiro, 22 de maio de 1932) foi um dramaturgo, jornalista e político brasileiro.

## Biografia
Filho do comendador português João Pedro Gomes Cardim e de Ana Amélia Monclaro, aos dez anos mudou-se, com seus pais, para Portugal. Tendo cursado o liceu no Porto (Portugal), formou-se em 1888 na Faculdade de Direito de São Paulo. De ideologia republicana e abolicionista, dedicou-se ao jornalismo desde a faculdade. Foi também membro-fundador da Academia Paulista de Letras.
Político foi inicialmente deputado estadual em São Paulo, depois vereador da cidade de São Paulo. Em 1897 foi eleito intendente da cidade, tendo sido sua obra mais relevante a construção do Cemitério do Araçá. Também mandou confeccionar uma das mais importantes plantas da cidade de que temos notícia. Esteve envolvido na fundação do Conservatório Dramático e Musical de São Paulo, da Companhia Dramática de São Paulo e na construção do Theatro Municipal de São Paulo.
Fundou, em 1925, a Academia de Belas Artes de São Paulo, atualmente chamada de Centro Universitário Belas Artes de São Paulo. Ele acreditava que “uma Academia não é fábrica de produtos cerebrais, morais ou artísticos, nem de aptidões e talentos. É o centro cultivador das aptidões naturais, onde são desenvolvidas e se tornam aptas para frutificar”.
Como escritor, escreveu obras como Baronato (ópera cômica), O Primeiro Cliente (comédia), A Tia (comédia), Da Monarquia à República (1896), A Conspiração(comédia), Uma Prova de Consideração(comédia), A Metarfose(comédia) e A Madrasta (comédia).

## Curiosidades
- O loteamento de sua propriedade, situada entre a 5ª e a 6ª parada da Estrada de Ferro Central do Brasil, deu origem à Vila Gomes Cardim, nos anos 1890 - até hoje com o mesmo nome.
- Foi também homenageado com a Rua Pedro Gomes Cardim, na Vila Progredior, próxima do Estádio Cícero Pompeu de Toledo.